# 젬피라
젬피라(러시아어: Земфира)는 러시아의 가수이다. 본명은 젬피라 탈가토브나 라마자노바(러시아어: Земфи́ра Талга́товна Рамаза́нова, 타타르어: Земфира Тәлгать кызы Рамазанова 젬피라 탤개트크즈 라마자노바)이다.

## 생애
바시키르 공화국 우파 출신으로 타타르계이다. 그녀의 집안은 전형적인 중산층이었다. 어머니는 의사였고 아버지는 역사 교사였다. 어린 나이였던 네 살 때 그녀는 음악에 관심을 갖기 시작했고 그 다음 해 음악 학교에 입학했다. 그의 오빠는 록 음악을 소개시켜 주었고 기타 연주법을 가르쳐 주었다. 7학년 때는 음악과 농구 둘 다에 투자하여 1990년 러시아 여자 농구팀의 주장이 된 적도 있었다. 그동안 그녀는 고전 음악에 대한 관심이 사라졌고 1990년 초의 러시아 록 그룹의 음악에 감동받기 시작하였다.
그 이후 우파 미술 대학교(Уфимское училище искусств)에 입학하였다. 대학 생활 중 재즈와 로큰롤 음악을 많이 연주하였다. 1996년 대학교를 졸업하면서 우파에 있었던 "유로파 플러스"(Европа +) 라디오 방송국에서 음향 엔지니어로 근무하게 되었다.
그 다음 두 해 동안 그녀는 방송국에서 광고 녹음을 하였고, 그동안 음악을 녹음하였다. 그때 녹음했던 음악은 왜 (Почему), 눈 (Снег), 일기예보관 (Синоптик) 등이 있다. 1998년 초 그녀는 그룹 젬피라를 결성하였다. 그들의 첫 공연은 1998년 6월 19일 최초의 공연을 지역 라디오 방송국 "Silver Rain Ufa"의 개국 축하 행사에서 가졌다. 그 후 모스크바의 프로듀서들에게 보낼 데모 테이프가 만들어졌고 머미 트롤의 프로듀서 일리야 라구텐코는 그녀를 모스크바로 초청해서 그 쪽 밴드들을 소개시켜 주었다.
1999년 5월 10일 데뷔 앨범이 만들어졌다. 첫 앨범이 나오기 전에 에이즈 (СПИД), Arrivederchi (AривеДерчи), 및 로켓 (Ракеты) 노래로 이루어진 짤막한 싱글이 나왔다. 밴드는 공연을 시작하였고 그동안 다음 앨범 Forgive Me My Love의 녹음 작업을 시작하였다. 라디어 및 텔레비전에서의 홍보 효과 덕분에 쉽게 인기를 얻을 수 있었다. 또한 당시 러시아에서 여성 록 가수는 꽤 드물었다는 것도 인기를 끄는 요인이었다.
PMML (Forgive Me My Love의 약어) 앨범이 2000년 3월에 나온 후 그녀의 인기는 전국적으로 뻗어 나갔다. Searching (Искала), Ripe (Созрела) 노래는 인기를 끌었고 MAXRIDOM 축제에 공식적으로 초대되었다. 역시 다음 앨범 14 Weeks of Silence 작업이 그때 시작되었다.
2004년 9월 그녀는 모스크바 국립 대학교에서 철학을 공부하면서 네 번째 앨범 Vendetta를 2005년에 내놓았지만 그다지 좋은 평을 받지 못했다.

## 앨범

### 스튜디오 앨범
| 원어 제목                  | 영어 번역 제목      | 발매 년도 |
| -------------------------- | ------------------- | --------- |
| Земфира                    | Zemfira             | 1999년    |
| Прости меня, моя любовь    | Forgive Me, My Love | 2000년    |
| Четырнадцать недель тишины | 14 Weeks of Silence | 2002년    |
| Вендетта                   | Vendetta            | 2005년    |
| Земфира.LIVE               | Zemfira.LIVE        | 2006년    |
| Спасибо                    | Thank You           | 2007년    |

### 싱글 앨범
| 원어 제목    | 영어 번역 제목 | 발매 년도 |
| ------------ | -------------- | --------- |
| Снег         | Snow           | 1999년    |
| До свидания… | Goodbye        | 2000년    |
| Трафик       | Traffic        | 2001년    |

## 출연작
- Goddess: How I Fell In Love (Богиня: Как я полюбила)(2004)